# Amberley (Nowa Zelandia)
Amberley – miasto w Nowej Zelandii, na Wyspie Południowej, w regionie Canterbury.